# Tighmi
Tighmi (franska: Tighmi (CR), Tighmi (Commune Rurale), arabiska: تفراوت المولود) är en kommun i Marocko.   Den ligger i provinsen Tiznit och regionen Souss-Massa, i den centrala delen av landet, 500 km söder om huvudstaden Rabat. Antalet invånare är 9 752.